# 水杨尿酸
水杨尿酸是一种有机化合物，化学式C9H9NO4，可看作水杨酸和甘氨酸形成的酰胺，是水杨酸类药物在体内的药物代谢产物，通过肾排出体外 。